# Herbie Hewett

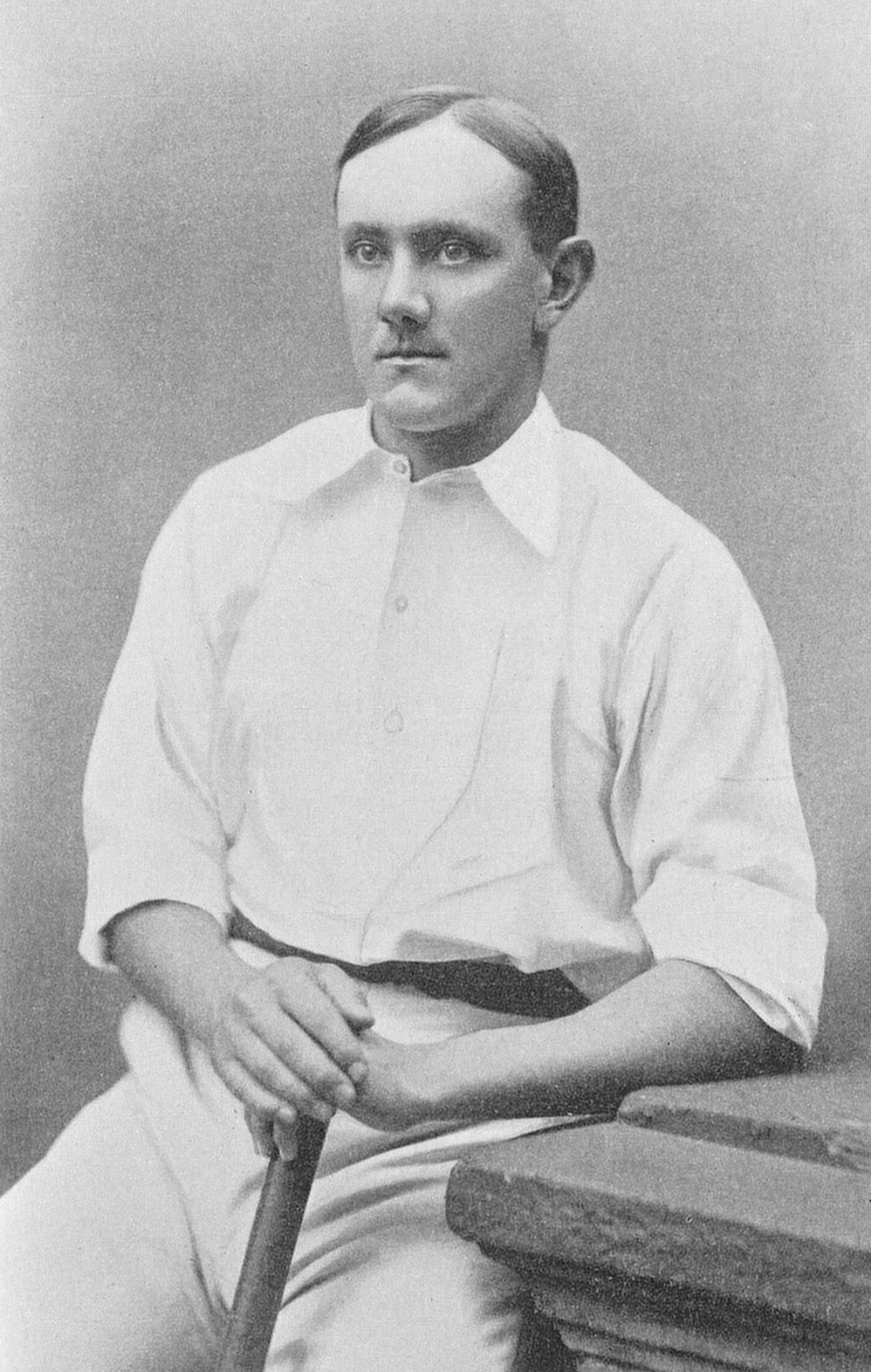

 Herbert Tremenheere Hewett (25 de maio de 1864 - 4 de março de 1921) foi um jogador de críquete amador inglês de primeira classe que jogou pelo Somerset, capitaneando o condado de 1889 a 1893, bem como a Universidade de Oxford e o Marylebone Cricket Club . Um batedor de abertura canhoto lutador, Hewett poderia postar uma grande pontuação em um curto espaço de tempo contra até mesmo os melhores arremessadores. Capaz de acertar a bola com força, ele combinou um olho excelente com um estilo pouco ortodoxo para ser considerado em seu auge como um dos melhores batedores da Inglaterra.
Hewett foi educado na Harrow School, ganhou um blue em Oxford em 1886 e jogou pelo Somerset em 1884. Como um batedor de ordem intermediária inconsistente, ele causou pouco impacto durante este período. Mesmo assim, foi nomeado capitão do Somerset em 1889. Nos dois anos seguintes, sua liderança e desempenho como batedor de abertura foram fundamentais para que o condado recuperasse o status de primeira classe e fosse admitido no County Championship em 1891. Ele permaneceu como capitão do Somerset por mais três temporadas, geralmente abrindo as rebatidas com Lionel Palairet . Em 1892, eles compartilharam uma parceria de 346 para o primeiro postigo, do qual Hewett marcou 201. O estande continua sendo a parceria de primeiro postigo mais alta do condado. Naquela temporada, Hewett fez 1.405 corridas com uma média de mais de 35, e foi eleito um dos " Cinco batedores do ano " por Wisden . Seu maior prêmio foi ser selecionado para jogar pelos Gentlemen contra os Players no Lord's em 1894. Uma divergência sobre se o jogo deveria acontecer em um campo encharcado na partida contra os australianos em 1893 levou à saída de Hewett de Somerset no final daquela temporada.
Ele jogou críquete de primeira classe por mais três anos, durante os quais marcou séculos contra as universidades de Oxford e Cambridge, atuando em vários times amadores e representativos. Tendo sido escolhido para capitanear um "England XI" em Scarborough em 1895, Hewett se envolveu em outro incidente causado por um campo molhado. Sentindo-se insultado pelos gritos de escárnio da torcida, ele deixou a partida na hora do almoço do primeiro dia. Ele fez apenas mais uma aparição de primeira classe: jogando pelo Marylebone Cricket Club contra a Universidade de Oxford em 1896. Hewett atuou como advogado, tendo sido chamado para o bar no Inner Temple .

## Infância
Herbert Tremenheere Hewett nasceu em Norton Court em Norton Fitzwarren, perto de Taunton em 25 de maio de 1864, filho único de William Henry e Frances M. Hewett. Embora fosse o único filho do casal, eles tiveram pelo menos quatro filhas; em 1871 duas irmãs mais velhas, Emily Louisa e Helen G. Hewett está listado no censo, junto com uma irmã mais nova, Florance Ethel Hewett. Em 1891, Mary W. Hewett também é listada como uma irmã mais nova, embora nessa data as duas irmãs mais velhas não estejam mais registradas no endereço nem seu pai, William Henry. Ele foi inicialmente educado em Hillside, Godalming, onde foi capitão dos times de críquete e rúgbi . Ao deixar Hillside em 1879, ele foi para a Harrow School . Em 1881, ele fez um teste para o críquete escolar onze principalmente com base em seu boliche, tendo levado todos os dez postigos para 22 corridas em uma partida em casa . Hewett fez parte dos primeiros onze do críquete da escola em 1882 e 1883, e apareceu na competição anual contra o Eton College em ambos os anos, mas fez pouco em ambas as ocasiões, sua pontuação mais alta sendo seis, feita nas primeiras entradas em 1882. Em todas as partidas por Harrow, ele teve uma média de rebatidas de apenas 7,4 em 1883 e 9,5 em 1884, enquanto sua média de boliche em 1884 foi de 32,10. Hewett também apareceu na associação escolar de futebol onze em 1883. Após a conclusão de seus estudos em Harrow, ele frequentou o Trinity College, em Oxford . Em suas reminiscências, WG Grace sugere que Hewett "ganhou um pouco de renome na Escola Pública e no críquete do time do colégio, mas não foi até que ele se juntou a Somersetshire que ele se forçou a um lugar de destaque no County Cricket".

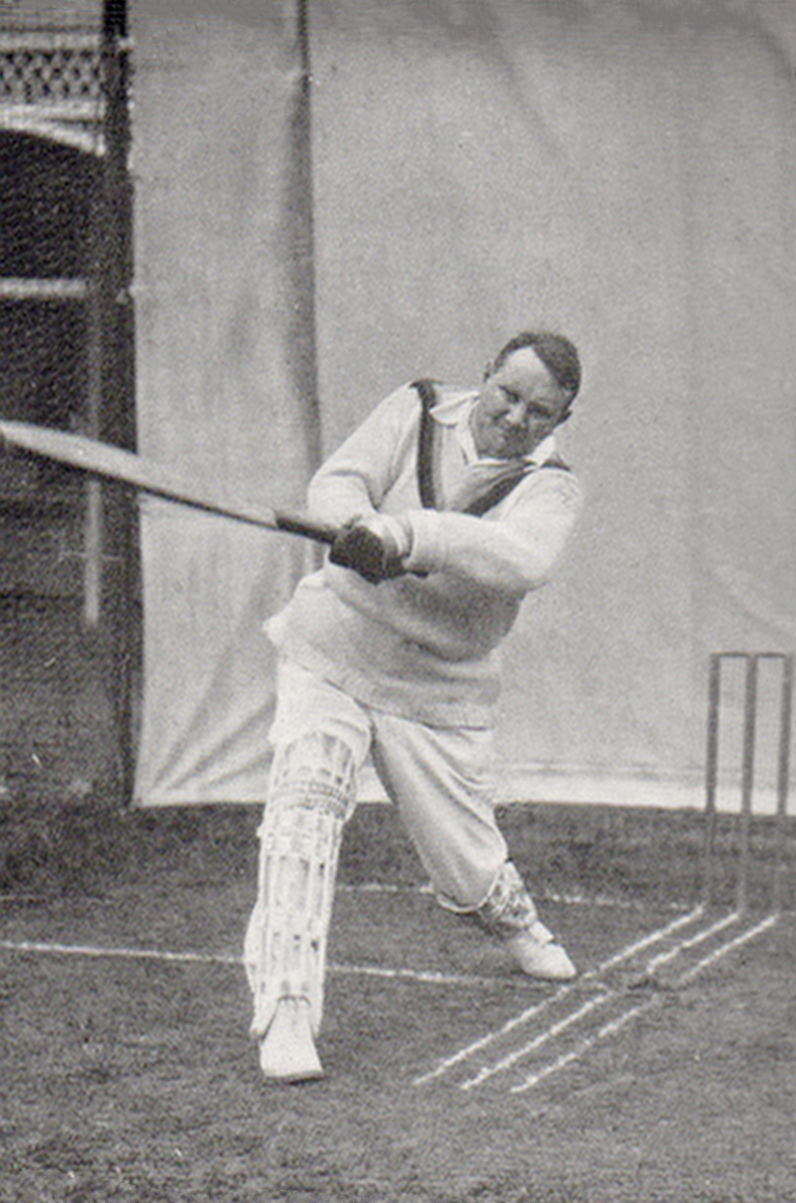
Hewett demonstrando um drive, fotografado por George Beldham em 1905